# Die Boonies – Eine bärenstarke Zeitreise
Die Boonies – Eine bärenstarke Zeitreise (Originaltitel: 熊出没·原始时代 Pinyin: Xiong chu mo: Yuan shi shi dai) ist ein chinesischer Animationsfilm über zwei Bären und einen Holzfäller, die in die Steinzeit reisen und einer Wölfin dabei helfen, Mut zu finden. Der Film wurde 2018 von Fantawild Studios produziert und startete am 27. August 2020 in den deutschen Kinos.

## Handlung
Die beiden Bären-Brüder Briar und Bramble sowie ihr Freund Vick landen auf magische Weise in der Steinzeit. Auf der Flucht vor der gefährlichen Tierwelt werden die Drei getrennt. Während Bramble und Vick von Höhlenmenschen bedroht werden, trifft Briar auf die kleine Wölfin Feifei. Diese gibt sich als Draufgängerin, doch wie sich bald herausstellt, ist sie das komplette Gegenteil. Um endlich mutig und wieder ein Teil ihres Rudels zu werden, macht sie sich auf die Suche nach der Tapferkeitsfrucht. Die Frucht findet sie nicht, aber zusammen mit Briar, Bramble, Vick und den Höhlenmenschen findet sie dafür Freundschaft und den Mut, zu sich zu stehen.

## Produktion
Unter der Regie von Leon Ding wurde Die Boonies – Eine bärenstarke Zeitreise mit einem Budget von 25 bis 50 Millionen US-Dollar von Fantawild Studios in China produziert.

## Synchronisation
Der Film wurde aus der Originalsprache Mandarin, in Englisch, Spanisch, Russisch, Deutsch und weitere Sprachen übersetzt. Im Deutschen wird die Wölfin FeiFei von der Influencerin Christina Ann Zalamea (Hello Chrissi) gesprochen.
| Charakter | SprecherIn                            |
| --------- | ------------------------------------- |
| Briar     | Constantin von Westphalen             |
| Bramble   | Frank Jordan                          |
| Vick      | Patrick Bach                          |
| FeiFei    | Christina Ann Zalamea (Hello Chrissi) |
| König     | Achim Buch                            |
| Lin       | Katharina von Keller                  |

## Rezeption

### Einspielergebnis
Der Film wurde in China am 4. Februar 2019 veröffentlicht und hat inzwischen über 100 Millionen Dollar eingespielt. In Deutschland kam der Film am 27. August 2020 in die Kinos und spielte ca. 50.000 Dollar ein.

### Presse
Die Boonies – Eine bärenstarke Zeitreise wurde von der deutschen Presse gemischt aufgenommen. So schrieb die Berliner Morgenpost: „Es geht um Missverständnisse zwischen Steinzeit und Moderne, um Freundschaft, Mut und um viel Tempo in diesem mit seinen Standbildern, Zeitsprüngen und seinen Handlungswendungen durchaus gewöhnungsbedürftigen Kinderfilm, der aber mit viel Poesie die Herzen gewinnt.“
Der Tagesspiegel fasste hingegen zusammen: „Etwas viel Action und Suspense vielleicht, aber liebevoll gemacht mit vielen Zitaten aus ‚König der Löwen‘, ‚Avatar‘ und ‚Herr der Ringe‘.“

### Auszeichnungen
Nominierung: Golden Rooster Award 2019 – Best Animated Feature
Auszeichnung: Licensing International Asian Awards 2019 – Entertainment Property of the Year – Animated

## Franchise
Die Boonies – Eine bärenstarke Zeitreise ist der erste Spielfilm des Franchises, der nach Deutschland kam. Das Franchise basiert auf den Boonie Bears (einfaches Chinesisch: 熊出没; traditionelles Chinesisch: 熊出沒; Pinyin: xióng chūmò), einer erfolgreichen chinesischen Cartoon-Serie, die seit 2012 produziert wird und inzwischen über 700 Folgen à 30 Minuten zählt. In China wurden auch bereits 7 Spielfilme zu dem Franchise produziert. Das Franchise wurde in 82 Länder exportiert und ist in Partnerschaft mit Netflix, Sony und Disney auf großen Streamingplattformen zu sehen.